# Megasema basilinea
Megasema basilinea là một loài bướm đêm trong họ Noctuidae.